# 비타 라슬로
비타 라슬로(Bita László)는 현재 퍽시 SE에서 활동하고 있는 헝가리의 축구 선수이다.